# Силверстоун стаза
Силверстоун стаза (енгл. Silverstone Circuit) тркачка је стаза у Енглеској, близу села Силверстоун и Витлбери у Нортхемптонширу. Дом је Велике награде Велике Британије, која је први пут била домаћин Велике награде Велике Британије 1948. године. Велика награда Велике Британије 1950. године на Силверстоуну била је прва трка у новоствореном Светском првенству возача − Формули 1. Трка се наизменично одржавала између Силверстоуна, Ентрија и Брендс Хеча од 1955. до 1986. године, али се трајно установила на стази Силверстоун 1987. године. Стаза је такође домаћин британске трке MotoGP серије.

## Стаза
Стаза Силверстоун налази се на месту бомбардерске станице Краљевског ратног ваздухопловства, РАФ Силверстоун, која је била оперативна између 1943. и 1946. године. Станица је била база за Оперативну јединицу за обуку бр. 17. Три писте аеродрома, у класичном троугластом формату из Другог светског рата, налазе се унутар обриса садашње стазе.
Стаза се протеже преко границе Нортхемптоншира и Бакингемшира и приступа јој се са оближњег аутопута А43. Градови Тоустер (8,0 км) и Бракли (11 км) у Нортхемптонширу и град Бакингем (налази се у Бакингемширу) (9,7 км) су у близини, а најближи град је Милтон Кинс, дом тима Формуле 1 Ред бул рејсинга. Многи Ф1 тимови имају базе у Великој Британији, али Астон Мартин (раније Форс Индија) је најближи стази, са новом базом која је управо изграђена на мање од километра од тркачке стазе.
Силверстоун је први пут коришћен за мотоспорт од стране „ад хок“ групе пријатеља који су организовали импровизовану трку у септембру 1947. Један од њихових чланова, Морис Џогеган, живео је у оближњем селу Силверстоун и био је свестан да је аеродром напуштен. Он и једанаест других возача тркали су се на кружној стази од 3,2 км, током које је сам Џогеган прегазио овцу која је залутала на аеродром. Овца је убијена, а аутомобил је отписан, а након овог догађаја неформална трка је постала позната као Велика награда Матона.
Следеће године, Краљевски аутомобилски клуб је закупио аеродром и поставио формалнију тркачку стазу. Њихове прве две трке одржане су на самим пистама, са дугим правим деловима раздвојеним уским кривинама, а стаза је била обележена балама сена. Међутим, за Међународни трофеј 1949. године одлучено је да се пређе на ободну стазу. Овај аранжман је коришћен за трке 1950. и 1951. године. Стартна линија је 1952. године премештена са Фарм Стрејт на праву стазу која повезује кривине Вудкот и Копс, и овај распоред је остао углавном непромењен наредних 38 година. За трку 1975. године уведена је шикана како би се покушало укротити брзине кроз Вудкот Корнер (иако је MotoGP и даље користио стазу без шикане до 1986. године), а Бриџ Корнер је суптилно преусмерен 1987. године.
Стаза је претрпела значајан редизајн између трка 1990. и 1991. године, трансформишући ултрабрзу стазу (где се, у последњим годинама, четврта или пета брзина, у зависности од мењача аутомобила, користила за сваку кривину осим Бриџ шикане која се обично пролазила у другој брзини) у технички захтевнију стазу. Прву трку Формуле 1 на преобликованој стази освојио је Најџел Менсел пред својом домаћом публиком. У свом победничком кругу, Менсел је превезао ривала Ајртона Сену на бочној трани болида након што је његовом Мекларену понестало горива у последњем кругу трке.
Након смрти Сене и његовог колеге, возача Роланда Раценбергера, на Великој награди Сан Марина 1994. године, многе стазе Формуле 1 су модификоване како би се смањила брзина и повећала безбедност возача. Као последица тога, улаз из Хангар стрејт у Стоу корнер је модификован 1995. године како би се побољшао простор за излазак. Поред тога, равна шикана у Абију је модификована у шикану за само 19 дана, спремна за трку 1994. године. Делови стазе, попут стартне решетке, широки су 17 м, што је у складу са најновијим безбедносним смерницама.

## Победници
Највише победа на Силверстоуну има Луис Хамилтон - девет у периоду од 2008. до 2024.
Пет победа је остварио Алан Прост, док по три победе имају Џим Кларк, Најџел Менсел и Михаел Шумахер.